# Marco Amelia
Marco Amelia (Frascati, 2 aprile 1982) è un allenatore di calcio, dirigente sportivo ed ex calciatore italiano, di ruolo portiere, tecnico del Sondrio.
Nel corso della sua carriera con gli Azzurri ha vinto la medaglia di bronzo ai Giochi Olimpici di Atene 2004 con la nazionale olimpica, e si è laureato campione del mondo nel 2006 con la nazionale maggiore.
Assieme a Vincent Enyeama, Andrés Palop, Peter Schmeichel, Gilbert Bodart e Jury Žaŭnoŭ rientra nella ristretta cerchia dei portieri che sono riusciti a realizzare una rete su azione in Coppa UEFA/Europa League.

## Biografia
A Rocca Priora e Rocca di Papa ha dato vita al progetto "Accademia del Calcio Marco Amelia".
Già presidente onorario della Lupa Castelli Romani dall'estate 2015, nella stagione 2017-2018 debutta come commentatore tecnico per Rai e Mediaset, commentando per quest'ultima il campionato del mondo 2018; nella stessa estate diventa opinionista per Roma TV.
Fuori dal mondo del calcio, gestisce una catena di negozi d'abbigliamento in alcune città del Centro Italia.
Dal gennaio 2023, è co-conduttore e commentatore tecnico del programma web B Italian, realizzato da Goal Italia e Social Media Soccer, dedicato ad approfondimenti sulla Serie B e trasmesso sulla piattaforma Twitch.
Tra il 2023 ed il 2024 è stato portiere per la Fucina, squadra partecipante al torneo calcistico Goa7 League, trasmesso su Twitch.

## Caratteristiche tecniche

### Giocatore
Nelle giovanili della Lupa Frascati ricopriva il ruolo di attaccante; anche nelle giovanili della Roma giocava spesso in attacco, anche quando era già divenuto portiere.

## Carriera

### Giocatore

#### Club

##### Gli inizi
Dopo aver iniziato nella Lupa Frascati ed essere cresciuto nelle giovanili della Roma, si è reso protagonista con la Primavera della squadra capitolina, risultando uno dei migliori prodotti del vivaio e ottenendo l'inserimento nella rosa della prima squadra allenata da Fabio Capello come terzo portiere nella stagione 2000-2001, terminata con la vittoria dello scudetto.

##### Livorno e prestiti
Nell'estate del 2001 il presidente del Livorno, Aldo Spinelli, ha deciso di scommettere su di lui e lo ha acquistato in prestito. In quell'anno, tuttavia, Amelia è stato il secondo di Andrea Ivan ed è sceso in campo solo una volta nel campionato di Serie C1. L'anno seguente è stato riscattato dal Livorno e con gli amaranto, saliti in Serie B, è stato promosso titolare da Roberto Donadoni, giocando 35 partite in campionato e 2 in Coppa Italia.

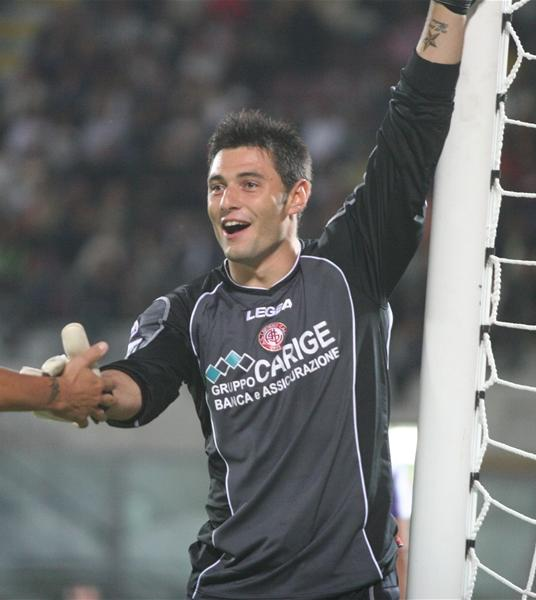
Amelia al Livorno

Nella stagione 2003-2004 il Lecce lo ha acquistato con la formula del prestito con diritto di riscatto della comproprietà. Con la squadra salentina ha disputato 13 partite in Serie A, dove ha esordito il 31 agosto 2003 nella sfida Lazio-Lecce 4-1 e una in Coppa Italia. Nel gennaio 2004 il Livorno lo ha girato in prestito al Parma, dove è stato chiuso da Sébastien Frey e ha disputato solo due partite, una in Coppa UEFA contro il Gençlerbirliği, entrando dopo l'espulsione del portiere francese, e l'altra in Coppa Italia.
Nel 2004 è stato riscattato definitivamente dal Livorno, dove è diventato titolare inamovibile. Con i toscani ha disputato infatti 31 partite in Serie A nell'annata 2004-2005 contribuendo alla salvezza della sua squadra. Il 2 novembre 2006, durante una trasferta di Coppa UEFA contro il Partizan Belgrado, è entrato a far parte della ristretta cerchia di portieri capaci di andare in gol su azione, realizzando all'87' il definitivo 1-1. Nel 2006 è stato inserito tra le tre nomination del premio Miglior portiere AIC, poi vinto da Gianluigi Buffon.

##### Palermo e Genoa
Il 5 giugno 2008 si è trasferito a titolo definitivo al Palermo, con il quale ha firmato un contratto quadriennale. Subito considerato il primo portiere della squadra, ha sofferto un po' il dualismo con l'altro estremo difensore Alberto Fontana, ritenuto un idolo dai tifosi, ma la prestazione sfoderata il 30 novembre contro il Milan (rigore parato a Ronaldinho ed altri importanti interventi) ha fatto aumentare le quotazioni dell'allora vice-Buffon in nazionale. La sua prima e unica stagione a Palermo è terminata con 34 presenze e 45 gol subiti in campionato più una presenza e due reti subite in Coppa Italia.
Il 5 agosto 2009 è stato ufficializzato lo scambio di portieri a titolo definitivo tra Palermo e Genoa: Amelia è passato ai grifoni, mentre Rubinho in rosanero; l'esborso per il suo acquisto è stato di 5 milioni di euro. Inizialmente titolare, durante la stagione, specialmente alla fine del 2009 e nella parte finale, è stato relegato in panchina in diverse occasioni dal tecnico dei rossoblù Gian Piero Gasperini in favore del secondo portiere Alessio Scarpi; alla fine ha chiuso il campionato con 30 presenze più altre 5 in Europa League.

##### Milan

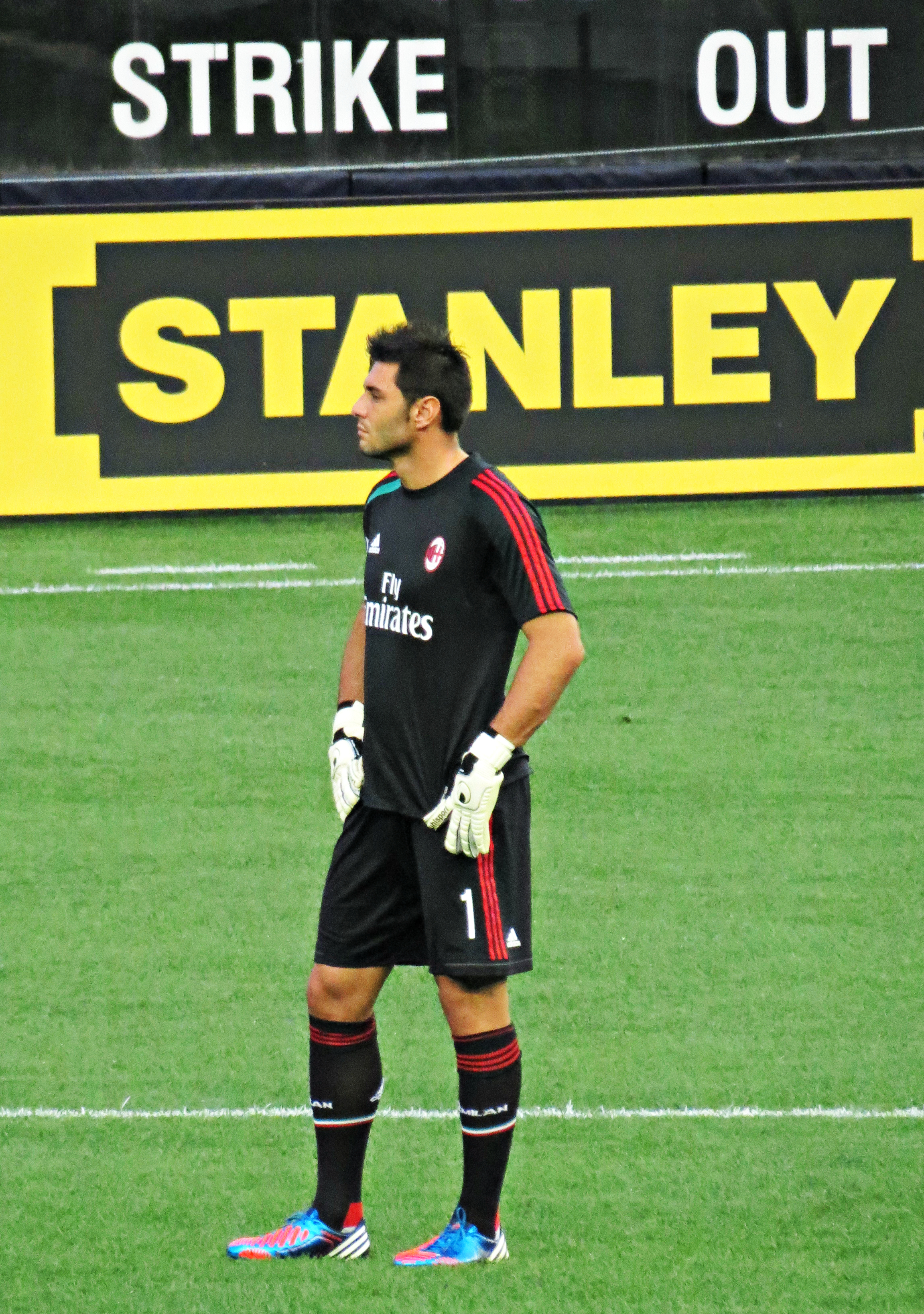
Amelia in allenamento al Milan

Il 23 giugno 2010 il Milan ha annunciato l'ingaggio del portiere romano dal Genoa in prestito con diritto di riscatto della compartecipazione. Il 19 ottobre seguente ha esordito in maglia rossonera e in Champions League in Real Madrid-Milan (2-0), gara valida per la terza giornata della fase a gironi della Champions League 2010-2011, al posto dell'indisponibile Christian Abbiati. Il 9 gennaio 2011 ha esordito invece in campionato contro l'Udinese (4-4) nell'ultima partita del girone d'andata, sempre per un infortunio occorso al titolare Christian Abbiati. Il 7 maggio 2011 ha vinto lo scudetto con i rossoneri a due giornate dal termine del campionato grazie allo 0-0 contro la Roma. Ha chiuso la stagione con 8 presenze e 12 reti subite fra campionato, Coppa Italia e Champions League e il 14 giugno 2011, il Milan, tramite un comunicato ufficiale sul proprio sito, ha annunciato di aver trovato l'accordo con il Genoa per l'acquisizione dell'intero cartellino del giocatore.
Il 6 agosto 2011 ha vinto la Supercoppa italiana con il Milan battendo l'Inter a Pechino per 2-1, gara nella quale tuttavia Amelia, presente in panchina, non è sceso in campo. Nella sua seconda stagione milanista, vissuta ancora come secondo di Abbiati, gioca 9 partite in campionato (chiuso al secondo posto) con 7 gol al passivo, una in Champions con 2 reti subite ma è titolare in Coppa Italia, con 4 presenze e 6 gol incassati fino all'eliminazione in semifinale, per un totale di 14 apparizioni e 15 gol subiti.
Dopo altre due stagioni da secondo portiere, lascia il Milan alla fine della stagione 2013-2014, a 32 anni, dopo aver ottenuto un totale di 41 presenze con la società rossonera, di cui 29 in Serie A, 6 in Coppa Italia e 6 in Champions League.

##### Ultimi anni
Il 22 ottobre 2014 annuncia il suo tesseramento con il Rocca Priora, società dilettantistica dell'omonimo comune romano che milita nel campionato laziale di Promozione, società di cui è anche presidente onorario e direttore tecnico; il 16 novembre successivo fa il suo esordio ufficiale in campionato, giocando da titolare la gara contro il Lepanto Marino vinta 2-1 sul campo di Marino. Il 9 febbraio 2015 firma un contratto di sei mesi con il Perugia, con cui fa un'unica apparizione in Serie B.
Il 23 agosto 2015 annuncia il suo tesseramento alla Lupa Castelli Romani, squadra militante in Lega Pro di cui era già diventato presidente onorario; tuttavia il 31 dello stesso mese, dopo aver giocato due partite da titolare nella Coppa Italia di Lega Pro, rescinde il contratto, poiché libero da vincoli avrebbe potuto accordarsi con un'altra squadra anche dopo la chiusura della sessione di mercato. L'8 ottobre seguente viene infatti ufficializzato, dopo un periodo di prova, il suo approdo in Premier League al Chelsea, dove firma un contratto sino a fine stagione, chiamato a fare da vice a Begović dopo l'infortunio occorso al titolare Courtois.
Il 27 febbraio 2017 firma un contratto semestrale con il Vicenza, in Serie B, tornando quindi tra i cadetti dopo due anni. Il successivo 4 marzo fa il suo debutto tra le file dei biancorossi, entrando all'inizio del secondo tempo della sfida sul campo del Cesena. Termina l’esperienza in Veneto con 4 presenze; in tutto con i club ha messo insieme 322 presenze.

#### Nazionale
Amelia ha esordito in nazionale under 15 nel 1998.
Con la nazionale under 21 è stato il portiere titolare nella formazione, guidata dal commissario tecnico Claudio Gentile, che nel 2004 ha conquistato l'europeo di categoria. Ha partecipato poi come riserva di Ivan Pelizzoli al torneo olimpico di Atene 2004, dove l'Italia ha conquistato la medaglia di bronzo.
Ha fatto il suo esordio in nazionale maggiore il 16 novembre 2005, a 23 anni, entrando nel secondo tempo dell'amichevole contro la Costa d'Avorio (1-1), giocata a Ginevra. Dopo essere entrato nel giro azzurro, il selezionatore Marcello Lippi lo ha convocato come terzo portiere per il vittorioso campionato del mondo 2006.
Al termine del mondiale, con l'abbandono di Angelo Peruzzi, nella seconda metà degli anni 2000 è divenuto il secondo portiere degli Azzurri dietro al titolare Gianluigi Buffon. È stato quindi convocato per il campionato d'Europa 2008 e per la FIFA Confederations Cup 2009. La sua ultima presenza in nazionale risale al 10 giugno 2009, nell'amichevole Italia-Nuova Zelanda (4-3) disputata a Pretoria in Sudafrica.

### Allenatore
Nel luglio 2017 comincia a frequentare il corso da allenatore a Coverciano per il patentino di Serie D. Nell'autunno seguente inizia a seguire il corso speciale per allenatori UEFA, che abilita all'allenamento di tutte le formazioni giovanili e delle prime squadre fino alla Serie C, e alla posizione di allenatore in seconda in Serie B e Serie A; il 15 dicembre consegue la licenza.
Nel 2018 viene chiamato a supervisionare il settore tecnico della Polisportiva Dilettantistica Montespaccato. Nello stesso anno, il 20 luglio diventa allenatore della Lupa Roma, club di Serie D che retrocede in Eccellenza a fine stagione. Nel 2019 fonda l'omonima scuola per portieri. Il 22 giugno dello stesso anno diviene l'allenatore della Pro Vasto, club militante in Serie D, salvo essere sollevato dall'incarico a fine gennaio 2020.
Il 1º marzo 2021 viene nominato allenatore del Livorno, sua ex squadra, subentrando all'esonerato Alessandro Dal Canto, con la squadra al penultimo posto del girone A della Serie C  anche per i 5 punti di penalizzazione dovuti alla crisi societaria. Tre giorni dopo, al debutto, perde contro l'Alessandria per 0-1 scivolando all'ultimo posto. Dopo altre 2 sconfitte e 2 pareggi e con la squadra scivolata ora all’ultimo posto, il 28 marzo arriva la prima vittoria contro la Pro Vercelli per 2-1. Colleziona 10 punti in 11 partite (2 vittorie, 4 pareggi e 5 sconfitte) terminando il campionato all'ultimo posto con 29 punti e la retrocessione in Serie D.
Il 29 settembre dello stesso anno diventa l'allenatore del Prato, in Serie D. Debutta con una vittoria 1-2 sul Ghivizzano; ciò nonostante nelle settimane seguenti non riesce a convincere, venendo esonerato il 27 dicembre 2021.
Nell’ottobre del 2022, inizia il corso per la licenza UEFA Pro, il massimo livello di formazione per un allenatore. Nel settembre del 2023, dopo aver completato gli esami finali, viene ufficialmente abilitato dal Settore Tecnico della FIGC; quindi nella stagione seguente assume la guida tecnica della squadra under 18 del Frosinone.
L'8 agosto 2024 assume la guida tecnica dell'Olbia, neoretrocesso in Serie D; il successivo 30 settembre, dopo la sconfitta in casa dell'Anzio e con la squadra ferma sul fondo della classifica dopo quattro giornate, viene sollevato dall'incarico. Torna ad allenare il 13 dicembre dello stesso anno, sempre nella quarta serie italiana, subentrando sulla panchina del Sondrio.

## Statistiche

### Presenze e reti nei club
| Stagione        | Squadra              | Campionato      | Campionato | Campionato | Coppe nazionali | Coppe nazionali | Coppe nazionali | Coppe continentali | Coppe continentali | Coppe continentali | Altre coppe | Altre coppe | Altre coppe | Totale | Totale  |
| Stagione        | Squadra              | Comp            | Pres       | Reti       | Comp            | Pres            | Reti            | Comp               | Pres               | Reti               | Comp        | Pres        | Reti        | Pres   | Reti    |
| --------------- | -------------------- | --------------- | ---------- | ---------- | --------------- | --------------- | --------------- | ------------------ | ------------------ | ------------------ | ----------- | ----------- | ----------- | ------ | ------- |
| 2000-2001       | Roma                 | A               | 0          | 0          | CI              | 0               | 0               | CU                 | 0                  | 0                  | -           | -           | -           | 0      | 0       |
| 2001-2002       | Livorno              | C1              | 1          | 0          | CI+CI-C         | 0+5             | 0+-4            | -                  | -                  | -                  | SL-C1       | 1           | -1          | 7      | -5      |
| 2002-2003       | Livorno              | B               | 35         | -39        | CI              | 2               | -3              | -                  | -                  | -                  | -           | -           | -           | 37     | -42     |
| 2003-gen. 2004  | Lecce                | A               | 13         | -27        | CI              | 1               | 0               | -                  | -                  | -                  | -           | -           | -           | 14     | -27     |
| gen.-giu. 2004  | Parma                | A               | 0          | 0          | CI              | 1               | -1              | CU                 | 1                  | -3                 | -           | -           | -           | 2      | -4      |
| 2004-2005       | Livorno              | A               | 31         | -50        | CI              | 2               | -4              | -                  | -                  | -                  | -           | -           | -           | 33     | -54     |
| 2005-2006       | Livorno              | A               | 36         | -42        | CI              | 3               | -3              | -                  | -                  | -                  | -           | -           | -           | 39     | -45     |
| 2006-2007       | Livorno              | A               | 30         | -46        | CI              | 0               | 0               | CU                 | 8                  | -9; 1              | -           | -           | -           | 38     | -55; 1  |
| 2007-2008       | Livorno              | A               | 33         | -48        | CI              | 0               | 0               | -                  | -                  | -                  | -           | -           | -           | 33     | -48     |
| Totale Livorno  | Totale Livorno       | Totale Livorno  | 166        | -225       |                 | 12              | -14             |                    | 8                  | -9; 1              | -           | 1           | -1          | 187    | -249; 1 |
| 2008-2009       | Palermo              | A               | 34         | -45        | CI              | 1               | -2              | -                  | -                  | -                  | -           | -           | -           | 35     | -47     |
| 2009-2010       | Genoa                | A               | 30         | -48        | CI              | 0               | 0               | UEL                | 5                  | -8                 | -           | -           | -           | 35     | -56     |
| 2010-2011       | Milan                | A               | 4          | -5         | CI              | 1               | -2              | UCL                | 3                  | -5                 | -           | -           | -           | 8      | -12     |
| 2011-2012       | Milan                | A               | 9          | -7         | CI              | 4               | -6              | UCL                | 1                  | -2                 | SI          | 0           | 0           | 14     | -15     |
| 2012-2013       | Milan                | A               | 11         | -17        | CI              | 1               | -2              | UCL                | 1                  | -1                 | -           | -           | -           | 13     | -20     |
| 2013-2014       | Milan                | A               | 5          | -8         | CI              | 0               | 0               | UCL                | 1                  | -1                 | -           | -           | -           | 6      | -9      |
| Totale Milan    | Totale Milan         | Totale Milan    | 29         | -37        |                 | 6               | -10             |                    | 6                  | -9                 |             | 0           | 0           | 41     | -56     |
| 2014-gen. 2015  | Rocca Priora         | Prom.           | 1          | -1         | -               | -               | -               | -                  | -                  | -                  | -           | -           | -           | 1      | -1      |
| gen.-giu. 2015  | Perugia              | B               | 1          | 0          | CI              | -               | -               | -                  | -                  | -                  | -           | -           | -           | 1      | 0       |
| ago. 2015       | Lupa Castelli Romani | LP              | 0          | 0          | CI-LP           | 2               | -1              | -                  | -                  | -                  | -           | -           | -           | 2      | -1      |
| ott. 2015-2016  | Chelsea              | PL              | 0          | 0          | FACup+CdL       | 0+0             | 0+0             | UCL                | 0                  | 0                  | -           | -           | -           | 0      | 0       |
| feb.-giu. 2017  | Vicenza              | B               | 4          | -5         | CI              | -               | -               | -                  | -                  | -                  | -           | -           | -           | 4      | -5      |
| Totale carriera | Totale carriera      | Totale carriera | 278        | -388       |                 | 23              | -28             |                    | 20                 | -29; 1             |             | 1           | -1          | 322    | -446; 1 |

### Cronologia presenze in nazionale
| Cronologia completa delle presenze e delle reti in nazionale ― Italia | Cronologia completa delle presenze e delle reti in nazionale ― Italia | Cronologia completa delle presenze e delle reti in nazionale ― Italia | Cronologia completa delle presenze e delle reti in nazionale ― Italia | Cronologia completa delle presenze e delle reti in nazionale ― Italia | Cronologia completa delle presenze e delle reti in nazionale ― Italia | Cronologia completa delle presenze e delle reti in nazionale ― Italia | Cronologia completa delle presenze e delle reti in nazionale ― Italia |
| Data                                                                  | Città                                                                 | In casa                                                               | Risultato                                                             | Ospiti                                                                | Competizione                                                          | Reti                                                                  | Note                                                                  |
| --------------------------------------------------------------------- | --------------------------------------------------------------------- | --------------------------------------------------------------------- | --------------------------------------------------------------------- | --------------------------------------------------------------------- | --------------------------------------------------------------------- | --------------------------------------------------------------------- | --------------------------------------------------------------------- |
| 16-11-2005                                                            | Ginevra                                                               | Italia                                                                | 1 – 1                                                                 | Costa d'Avorio                                                        | Amichevole                                                            | -                                                                     | 71’                                                                   |
| 16-8-2006                                                             | Livorno                                                               | Italia                                                                | 0 – 2                                                                 | Croazia                                                               | Amichevole                                                            | -2                                                                    |                                                                       |
| 15-11-2006                                                            | Bergamo                                                               | Italia                                                                | 1 – 1                                                                 | Turchia                                                               | Amichevole                                                            | -                                                                     | 46’                                                                   |
| 17-10-2007                                                            | Siena                                                                 | Italia                                                                | 2 – 0                                                                 | Sudafrica                                                             | Amichevole                                                            | -                                                                     |                                                                       |
| 21-11-2007                                                            | Modena                                                                | Italia                                                                | 3 – 1                                                                 | Fær Øer                                                               | Qual. Euro 2008                                                       | -1                                                                    |                                                                       |
| 6-2-2008                                                              | Zurigo                                                                | Italia                                                                | 3 – 1                                                                 | Portogallo                                                            | Amichevole                                                            | -1                                                                    |                                                                       |
| 11-10-2008                                                            | Sofia                                                                 | Bulgaria                                                              | 0 – 0                                                                 | Italia                                                                | Qual. Mondiali 2010                                                   | -                                                                     |                                                                       |
| 15-10-2008                                                            | Lecce                                                                 | Italia                                                                | 2 – 1                                                                 | Montenegro                                                            | Qual. Mondiali 2010                                                   | -1                                                                    |                                                                       |
| 10-6-2009                                                             | Pretoria                                                              | Italia                                                                | 4 – 3                                                                 | Nuova Zelanda                                                         | Amichevole                                                            | -3                                                                    |                                                                       |
| Totale                                                                |                                                                       | Presenze                                                              | 9                                                                     |                                                                       | Reti                                                                  | -8                                                                    |                                                                       |

| Cronologia completa delle presenze e delle reti in nazionale ― Italia under 21 | Cronologia completa delle presenze e delle reti in nazionale ― Italia under 21 | Cronologia completa delle presenze e delle reti in nazionale ― Italia under 21 | Cronologia completa delle presenze e delle reti in nazionale ― Italia under 21 | Cronologia completa delle presenze e delle reti in nazionale ― Italia under 21 | Cronologia completa delle presenze e delle reti in nazionale ― Italia under 21 | Cronologia completa delle presenze e delle reti in nazionale ― Italia under 21 | Cronologia completa delle presenze e delle reti in nazionale ― Italia under 21 |
| Data                                                                           | Città                                                                          | In casa                                                                        | Risultato                                                                      | Ospiti                                                                         | Competizione                                                                   | Reti                                                                           | Note                                                                           |
| ------------------------------------------------------------------------------ | ------------------------------------------------------------------------------ | ------------------------------------------------------------------------------ | ------------------------------------------------------------------------------ | ------------------------------------------------------------------------------ | ------------------------------------------------------------------------------ | ------------------------------------------------------------------------------ | ------------------------------------------------------------------------------ |
| 11-10-2002                                                                     | Avellino                                                                       | Italia under 21                                                                | 4 – 1                                                                          | Jugoslavia under 21                                                            | Qual. Europeo Under-21 2004                                                    | -1                                                                             |                                                                                |
| 15-10-2002                                                                     | Cardiff                                                                        | Galles under 21                                                                | 1 – 2                                                                          | Italia under 21                                                                | Qual. Europeo Under-21 2004                                                    | -1                                                                             |                                                                                |
| 19-11-2002                                                                     | Giulianova                                                                     | Italia under 21                                                                | 0 – 3                                                                          | Turchia under 21                                                               | Amichevole                                                                     | -3                                                                             |                                                                                |
| 11-2-2003                                                                      | Carrara                                                                        | Italia under 21                                                                | 1 – 0                                                                          | Inghilterra under 21                                                           | Amichevole                                                                     | -                                                                              |                                                                                |
| 28-3-2003                                                                      | Trapani                                                                        | Italia under 21                                                                | 1 – 0                                                                          | Finlandia under 21                                                             | Qual. Europeo Under-21 2004                                                    | -                                                                              |                                                                                |
| 29-4-2003                                                                      | Neuchâtel                                                                      | Svizzera under 21                                                              | 2 – 1                                                                          | Italia under 21                                                                | Amichevole                                                                     | -2                                                                             |                                                                                |
| 10-6-2003                                                                      | Vantaa                                                                         | Finlandia under 21                                                             | 1 – 2                                                                          | Italia under 21                                                                | Qual. Europeo Under-21 2004                                                    | -1                                                                             |                                                                                |
| 19-8-2003                                                                      | Wolfsberg                                                                      | Austria under 21                                                               | 0 – 1                                                                          | Italia under 21                                                                | Amichevole                                                                     | -                                                                              |                                                                                |
| 5-9-2003                                                                       | Pavia                                                                          | Italia under 21                                                                | 8 – 1                                                                          | Galles under 21                                                                | Qual. Europeo Under-21 2004                                                    | -1                                                                             |                                                                                |
| 9-9-2003                                                                       | Novi Sad                                                                       | Serbia e Montenegro under 21                                                   | 1 – 0                                                                          | Italia under 21                                                                | Qual. Europeo Under-21 2004                                                    | -1                                                                             |                                                                                |
| 15-11-2003                                                                     | Farum                                                                          | Danimarca under 21                                                             | 1 – 1                                                                          | Italia under 21                                                                | Qual. Europeo Under-21 2004                                                    | -1                                                                             |                                                                                |
| 19-11-2003                                                                     | Rieti                                                                          | Italia under 21                                                                | 0 – 0                                                                          | Danimarca under 21                                                             | Qual. Europeo Under-21 2004                                                    | -                                                                              |                                                                                |
| 17-2-2004                                                                      | Atene                                                                          | Grecia under 21                                                                | 1 – 1                                                                          | Italia under 21                                                                | Amichevole                                                                     | -1                                                                             | 46’                                                                            |
| 30-3-2004                                                                      | Melgaço                                                                        | Portogallo under 21                                                            | 1 – 3                                                                          | Italia under 21                                                                | Amichevole                                                                     | -                                                                              | 46’                                                                            |
| 27-5-2004                                                                      | Bochum                                                                         | Italia under 21                                                                | 1 – 2                                                                          | Bielorussia under 21                                                           | Europeo Under-21 2004 - 1º turno                                               | -2                                                                             |                                                                                |
| 29-5-2004                                                                      | Bochum                                                                         | Italia under 21                                                                | 2 – 1                                                                          | Serbia e Montenegro under 21                                                   | Europeo Under-21 2004 - 1º turno                                               | -1                                                                             |                                                                                |
| 1-6-2004                                                                       | Bochum                                                                         | Italia under 21                                                                | 1 – 0                                                                          | Croazia under 21                                                               | Europeo Under-21 2004 - 1º turno                                               | -                                                                              |                                                                                |
| 5-6-2004                                                                       | Bochum                                                                         | Italia under 21                                                                | 3 – 1                                                                          | Portogallo under 21                                                            | Europeo Under-21 2004 - Semifinale                                             | -1                                                                             |                                                                                |
| 8-6-2004                                                                       | Bochum                                                                         | Italia under 21                                                                | 3 – 0                                                                          | Serbia e Montenegro under 21                                                   | Europeo Under-21 2004 - Finale                                                 | -                                                                              | 5º titolo                                                                      |
| Totale                                                                         |                                                                                | Presenze                                                                       | 19                                                                             |                                                                                | Reti                                                                           | -16                                                                            |                                                                                |

### Statistiche da allenatore
Statistiche aggiornate al 4 maggio 2025.
| Stagione        | Squadra         | Campionato      | Campionato | Campionato | Campionato | Campionato | Coppe nazionali | Coppe nazionali | Coppe nazionali | Coppe nazionali | Coppe nazionali | Coppe continentali | Coppe continentali | Coppe continentali | Coppe continentali | Coppe continentali | Altre coppe | Altre coppe | Altre coppe | Altre coppe | Altre coppe | Totale | Totale | Totale | Totale | % Vittorie | Piazzamento       |
| Stagione        | Squadra         | Comp            | G          | V          | N          | P          | Comp            | G               | V               | N               | P               | Comp               | G                  | V                  | N                  | P                  | Comp        | G           | V           | N           | P           | G      | V      | N      | P      | %          | Piazzamento       |
| --------------- | --------------- | --------------- | ---------- | ---------- | ---------- | ---------- | --------------- | --------------- | --------------- | --------------- | --------------- | ------------------ | ------------------ | ------------------ | ------------------ | ------------------ | ----------- | ----------- | ----------- | ----------- | ----------- | ------ | ------ | ------ | ------ | ---------- | ----------------- |
| 2018-2019       | Lupa Roma       | D               | 38         | 7          | 10         | 21         | CI-D            | 3               | 2               | 1               | 0               | -                  | -                  | -                  | -                  | -                  | -           | -           | -           | -           | -           | 41     | 9      | 11     | 21     | 21,95      | 19º (retr.)       |
| 2019-feb. 2020  | Pro Vasto       | D               | 23         | 10         | 6          | 7          | CI-D            | 2               | 1               | 1               | 0               | -                  | -                  | -                  | -                  | -                  | -           | -           | -           | -           | -           | 25     | 11     | 7      | 7      | 44,00      | Eson.             |
| mar.-giu. 2021  | Livorno         | C               | 11         | 2          | 4          | 5          | CI              | -               | -               | -               | -               | -                  | -                  | -                  | -                  | -                  | -           | -           | -           | -           | -           | 11     | 2      | 4      | 5      | 18,18      | Sub., 20º (retr.) |
| set.-dic. 2021  | Prato           | D               | 18         | 6          | 2          | 10         | CI-D            | 2               | 1               | 1               | 0               | -                  | -                  | -                  | -                  | -                  | -           | -           | -           | -           | -           | 20     | 7      | 3      | 10     | 35,00      | Sub., eson.       |
| ago.-set. 2024  | Olbia           | D               | 4          | 0          | 1          | 3          | CI-D            | 1               | 0               | 1               | 0               | -                  | -                  | -                  | -                  | -                  | -           | -           | -           | -           | -           | 5      | 0      | 2      | 3      | &0,00      | Eson.             |
| dic. 2024-2025  | Sondrio         | D               | 21         | 8          | 5          | 8          | CI-D            | -               | -               | -               | -               | -                  | -                  | -                  | -                  | -                  | -           | -           | -           | -           | -           | 21     | 8      | 5      | 8      | 38,10      | Sub., 11º         |
| Totale carriera | Totale carriera | Totale carriera | 115        | 33         | 28         | 54         |                 | 8               | 4               | 4               | 0               |                    | -                  | -                  | -                  | -                  |             | -           | -           | -           | -           | 123    | 37     | 32     | 54     | 30,08      |                   |

## Palmarès

### Giocatore

#### Club

##### Competizioni giovanili
- Campionato Allievi Nazionali: 1

Roma: 1998-1999

##### Competizioni nazionali
- Campionato italiano: 2

Roma: 2000-2001
Milan: 2010-2011
- Campionato italiano Serie C1: 1

Livorno: 2001-2002 (girone A)
- Supercoppa italiana: 1

Milan: 2011

#### Nazionale
- Campionato d'Europa Under-21: 1

Germania 2004
- Bronzo olimpico: 1

Atene 2004
- Campionato mondiale: 1

Germania 2006